# Andreas von Flotow (Politiker)
Andreas Jürgen Ernst August von Flotow (* 25. Juli 1900 in Wedendorf; † 30. April 1933 bei Neubukow) war ein deutscher Politiker (NSDAP) und SA-Oberführer. Flotow war von 1931 bis 1932 in dieser aktiv und wurde, nachdem er zur Jahreswende mit der NSDAP gebrochen hatte, im April 1933 von einem SA-Kommando umgebracht.

## Leben

### Herkunft
Flotow entstammte des seit 1241 urkundlich nachgewiesenen Adelsgeschlechts Flotow und war der älteste Sohn des Großgrundbesitzers Georg (Jürgen) von Flotow (1868–1956) auf Stuer und der Elisabeth Gräfin von Bernstorff, Tochter der Klothilde von Bernstorff und des Grafen Andreas von Bernstoff-Wedendorf. Der gleichnamige Reiter-Offizier Andreas von Flotow war sein jüngster Onkel.

### Frühe Jahre
Flotow besuchte mit seinem jüngeren Bruder Jürgen Tiedecke von Flotow (1902–1976), der später die Güter Stuer und Stuer-Vorwerk erbte und nach 1945 u. a. Mitbegründer des Deutsches Adelsarchivs wurde, das Friderico-Francisceum in Doberan. Einen Schulabschluss erwarben beide nicht. Noch 1917 wurde Andreas von Flotow Fahnenjunker. Als Anwärter auf die Offizierslaufbahn firmierte er vom Fahnenjunker und dann Fähnrich mit Leutnants-Charakter. Als junger Mann nahm er 1917/18 mit dem Mecklenburgischen Dragoner-Regiment 17 am Ersten Weltkrieg teil. Danach gehörte er von 1919/1920 bis 1923 einem Freikorps an. Während dieser Jahre nahm er 1921 an den deutsch-polnischen Grenzkämpfen in Oberschlesien (u. a. am Sturm auf den Annaberg) teil.

### Weimarer Republik
1924 übernahm von Flotow die über 1281 ha großen Besitzungen um Stuer bei Plau am See, die aber nominell im Eigentum des Vaters verblieben und teilweise verpachtet waren. Daneben besuchte er eine Landwirtschaftliche Hochschule. Zum 1. Juli 1930 trat Flotow in die NSDAP ein (Mitgliedsnummer 292.541). Außerdem wurde er Mitglied der Sturmabteilung (SA), in der er rasch Karriere machte. Flotow wurde vorher bei der Gruppe Süd (Bayern) angelernt und dann als SA-Major (Sturmbannführer) zur Gruppe Schlesien versetzt, um dort nachfolgend Leiter der Untergruppe Oberschlesien zu werden. 1931 war er der neben Kurt Wege-Berlin erste Organisator und Führer der in diesem Jahr entstandenen Mecklenburgischen SS. Im Frühjahr 1932 übernahm er den Posten des SA-Oberführers der stark verschuldeten Gruppe Ostsee. In dieser Funktion führte er die Parteiarmee der NSDAP in den deutschen Nordgebieten, d. h. in Pommern, Mecklenburg und Lübeck.
Bei der Reichstagswahl Juli 1932 wurde Flotow als Kandidat seiner Partei für den Wahlkreis 9 (Oppeln) in den Reichstag gewählt, dem er in der Folge bis zum November desselben Jahres angehörte. Anlässlich der Reichstagswahl vom November 1932, bei der die Nationalsozialisten erhebliche Stimmenverluste verbuchen mussten, schied Flotow aus dem Reichstag aus.

### Der Mordfall Andreas von Flotow
Im Februar 1933 wurde von Flotow aus der NSDAP ausgeschlossen – also nur wenige Monate nach dem Gipfelpunkt seiner Karriere. Anlass für seine Verstoßung aus der NSDAP war ein Artikel, den Flotow am 3. Januar 1933 unter dem Kürzel v.F. in der dem Hitler-Widersacher Kurt von Schleicher nahestehenden Tageszeitung Tägliche Rundschau veröffentlicht hatte. In dem besagten Artikel hatte er ausgeführt, dass es für die NSDAP an der Zeit sei, „zu sterben und neuen Formen Raum zu geben“ und dass ein neuer Kampfbund an die Stelle der Partei treten müsse.
Flotow verließ daraufhin Mecklenburg und ging nach Berlin, wo er sich der Schwarzen Front anschloss und Kampfkreisleiter Mecklenburg für die Kampfgemeinschaft Revolutionärer Nationalsozialisten um Otto Strasser wurde. Seine Wohnung in der Hauptstadt wurde seit Ende Februar 1933 ständig beobachtet.
Am 30. April 1933 wurde Flotow von einem dreiköpfigen SA-Kommando unter Führung von Julius Uhl verhaftet. Auf der Fahrt mit dem Auto nach Schwerin wurde er auf der Chaussee zwischen Neubukow und Teschow erschossen. Uhl und seine Mitarbeiter Truppführer Alfa und Scharführer Schuhböck rechtfertigten die Erschießung damit, dass Flotow versucht habe zu fliehen, was eine übliche Tarnung für Fememorde war.
Als wahrscheinlicher Auftraggeber der Erschießung gilt der damalige Stabschef der SA Ernst Röhm: dieser Verdacht wurde nicht nur von Flotows Vater in einem Schreiben an die Staatsanwaltschaft geäußert, sondern ist auch durch den Umstand naheliegend, dass Uhl der Chef von Röhms persönlicher Stabswache war und in dem Ruf stand, Röhms „Leibmörder“ zu sein. Aus Röhms Warte konnte Flotows politische Abkehr von der NSDAP aufgrund seiner früheren Tätigkeit als hoher SA-Führer als persönlicher Treubruch aufgefasst werden. Eine Anfrage aus dem Ausland über das Reichsinnenministerium wurde vom Staatsministerium Mecklenburg-Schwerin Mitte Mai 1933 so beantwortet, Flotow sei wegen landesverrätischer Umtriebe auf der Flucht erschossen worden.
Ein gegen Uhl und andere eingeleitetes Strafverfahren vor dem Oberlandesgericht Rostock wurde mit Bescheid vom 10. März 1934 eingestellt. Nach der Erschießung Röhms und Uhls im Zuge des so genannten Röhm-Putsches im Juli 1934 wurde das Verfahren wieder aufgenommen, im November 1934 erneut eingestellt. Mehrere Versuche von Flotows Vater, das Verfahren erneut aufrollen zu lassen wurden von der Staatsanwaltschaft abgelehnt. Der Regierungskommissar von Mecklenburg, Friedrich Hildebrandt, ließ als Zeuge in einem anderen Verfahren die Hintergründe für die Erschießung Flotows durchblicken. Er sagte aus, Flotow habe Schleicher Ende Dezember 1932/Anfang Januar 1933 zu einer geheimen Unterredung aufgesucht und sei anschließend Mitglied einer heimlichen Front geworden, deren Ziel darin bestanden hätte, Adolf Hitler zu beseitigen, weswegen man ihn als Verräter und Feind der Bewegung betrachtet habe.

## Ehe und Familie
Flotow heiratete am 3. Oktober 1924 in Groß Potrems bei Laage Anna-Margarethe von Gadow (* 7. Juni 1901 in Klein-Ridsenow; † 4. November 1986 in Börßum bei Wolfenbüttel), eine Tochter des Gutsbesitzers Fritz von Gadow und der Elisabeth von Randow. Die Ehe wurde 1930 wieder geschieden.
Aus der Ehe gingen die Kinder Andreas von Flotow (* 5. April 1926 in Niegleve), Barbara von Flotow (* 20. September 1927 in Niegleve) und Sabine von Flotow (* 15. Juni 1929 in Groß Potrems) hervor.

## Archivmaterial
- Bundesarchiv Berlin: R 3001/112425 (Akte des Reichsjustizministeriums zum Fall Flotow).